# 大阪市電松島南恩加島線
大阪市電松島南恩加島線（まつしまみなみおかじません）は、松島二丁目 - 木津川運河間を結んでいた大阪市電の路線名。大阪市電の第四期線として開業した路線。

## 路線データ
- 起点：松島二丁目
- 終点：木津川運河
- 軌間：1435mm
- 架線電圧：直流600V

## 沿革
- 1918年（大正7年）8月4日 - 大阪市電の四期線として[1]、大正橋 - 永楽橋間が開業[2]。
- 1918年（大正7年）10月26日 - 永楽橋 - 木津川運河間延伸開業[2]。
- 1922年（大正11年）10月15日 - 松島二丁目 - 大正橋間が延伸開業[2]し、全線開業。
- 1944年（昭和19年） 6月1日 - 資材転用のため[3]大運橋 - 木津川運河間が休止[4]。（廃止日不明）
- 1967年（昭和42年） 8月1日 - 松島二丁目 - 大運橋間廃止[5]。

## 駅一覧
| 駅名           | 接続路線                                                | 道路名 |
| -------------- | ------------------------------------------------------- | ------ |
| 松島町二丁目駅 | 大阪市電：東西線                                        |        |
| 大正橋駅       | 大阪市電：幸町四丁目・岩崎橋方面 （九条高津線（西線）） | 大正通 |
| 三軒家駅       | 大阪市電：三軒家新千歳町線                              | 大正通 |
| 大正警察署前駅 |                                                         | 大正通 |
| 永楽橋筋駅     |                                                         | 大正通 |
| 千島町駅       |                                                         | 大正通 |
| 小林町駅       | 大阪市電：鶴町線                                        | 大正通 |
| 大正中学校前駅 |                                                         | 大正通 |
| 南恩賀島町駅   |                                                         | 大正通 |
| 大運橋駅       | 大阪市電：鶴町線                                        | 大正通 |
| 木津川運河駅   |                                                         | 大正通 |